# Paulina Subocz-Białek
Paulina Subocz-Białek (ur. 1991) – polska krytyk literacka, historyk literatury, poetka, doktor nauk humanistycznych, laureatka wyróżnienia Nagrody Identitas (2024), nominowana do Nagrody Literackiej im. Józefa Mackiewicza (2021).
Jest absolwentką Uniwersytetu Wrocławskiego. Zajmuje się głównie polską literaturą XX i XXI wieku. Pisała między innymi o twórczości Brunona Schulza, Maxa Blechera, Floriana Czarnyszewicza (w szczególności o jego eposie Nadberezyńcy), Barbary Toporskiej, Jana Polkowskiego, a także o polskiej literaturze emigracyjnej i kresowej. W swoich badaniach często korzysta z dokładnej analizy filologicznej. Interesuje się także relacjami pomiędzy literaturą a innymi dziedzinami sztuki, zwłaszcza malarstwem.

## Działalność krytycznoliteracka i badania z zakresu historii literatury
W 2021 roku była nominowana wraz z Ireneuszem Staroniem do Nagrody Literackiej im. Józefa Mackiewicza za książkę Poza mapą. O „Nadberezyńcach” Floriana Czarnyszewicza. Rangę tej monografii podkreślała Danuta Ulicka, określając ją mianem "eposu o eposie", który stanowi świadectwo "restytucji tradycyjnej, porządnej filologii", trzyma się blisko tekstu, a jednocześnie nie pomija "życia utworu w recepcji". Badaczka porównała książkę Poza mapą... do klasycznego studium Artysta i dzieło (1938) autorstwa Konstantego Troczyńskiego, poświęconego Próchnu Wacława Berenta. Zdaniem Ulickiej Paulina Subocz-Białek i Ireneusz Staroń trafnie wskazali unikatowość powieści Nadberezyńcy, która pomimo swojej wysokiej wartości przez długie lata sytuowała się "poza mapą" historii literatury polskiej. Epos, napisany autentyczną gwarą, stanowi jedyne literackie świadectwo życia polskiej szlachty zaściankowej pomiędzy Berezyną a Dnieprem w latach 1911-1920. Subocz-Białek i Staroń udowodnili w swojej książce, że poetyka największej powieści Floriana Czarnyszewicza pozwala porównywać ją z Panem Tadeuszem.  Natomiast Beata Obsulewicz-Niewińska na łamach "Toposu" chwaliła w monografii Poza mapą... połączenie języka naukowego z płynnością i błyskotliwością narracji.
W 2022 roku Paulina Subocz-Białek uzyskała stopień doktora nauk humanistycznych w dziedzinie literaturoznawstwo na podstawie rozprawy doktorskiej o poezji Jana Polkowskiego. Od 2023 wykłada na kierunku kreatywne pisanie na Uniwersytecie Kardynała Stefana Wyszyńskiego w Warszawie.  Jako recenzentka stale współpracuje z miesięcznikiem "Nowe Książki". Publikowała między innymi w "Arcanach", "Metaforze", "Roczniku Komparatystycznym", "Toposie" oraz "Twórczości".
Od 2015 roku jest jurorką Nagrody Literackiej Czterech Kolumn. Z kolei od 2025 roku należy do jury Nagrody Literackiej im. Marka Nowakowskiego. 

## Twórczość poetycka
W 2022 roku ukazał się debiutancki tomik poetycki Pauliny Subocz-Białek pt. Ostatni lot Filomeli. Tytuł nawiązuje do mitu o Prokne i Filomeli. Jerzy Madejski, pisząc o Ostatnim locie Filomeli, zauważał, że autorka nawiązuje do haiku i miniatury poetyckiej. Ponadto interesują ją pytania filozoficzne, co rzadkie u młodych "poetek, skupiających raczej uwagę na określaniu swojej podmiotowości niż pytających o byt". Kacper Uss podkreślał, że autorka zastosowała w tej książce nowatorski z perspektywy najnowszej poezji sposób tworzenia "psychizacji pejzażu". Zdaniem krytyka udało się to dzięki "onirycznej aurze, w której unosi się tekst; minimalizm wyrazu skrywa obraz za mgłą sennego marzenia, otwierając odbiorcę na perspektywę metafizyczną". W tomiku ważne były także konteksty związane z psychologią głębi, teologią duchowości, a także odwołania do takich twórców jak Jan od Krzyża. Za Ostatni lot Filomeli autorka otrzymała wyróżnienie Nagrody Identitas (2024). W uzasadnieniu werdyktu jury napisało, że wiersze autorki są "przejmującym, przejrzystym i powściągliwym zapisem ludzkich doświadczeń i lęków egzystencjalnych: konfrontacji z kruchością życia, samotnością, tęsknotą. Ostatni lot Filomeli to jednak zarazem wersy przychylne rzeczywistości wokół – i malinowej miodowej barwie księżyca".
W 2023 roku była stypendystką Ministra Kultury i Dziedzictwa Narodowego w kategorii "literatura".

## Wybrane publikacje

### Książki naukowe
- Nadkolory i nadaromaty. Schulz, Mueller, Blecher, Ireneusz Staroń, Lublin 2017, ISBN 978-83-65172-90-7.
- Nostalgiczna pieśń powrotu. O twórczości Floriana Czarnyszewicza, Ireneusz Staroń, Instytut Literatury, Kraków 2020, ISBN 978-83-66359-25-3.
- Poza mapą. O „Nadberezyńcach” Floriana Czarnyszewicza, Ireneusz Staroń, Arcana, Kraków 2020 (II wyd. 2021), ISBN 978-83-65350-56-5.
- Надкольори й надаромати: Шульц, Мюллер, Блекер, Ireneusz Staroń, tłum. Tetiana Pawlińczuk, Lwów 2022, ISBN 978-83-67170-65-9.
- Prowincja szeleszczącej mowy. O strategiach lektury relacji między słowem a obrazem w książkach poetyckich Jana Polkowskiego, Białystok 2024, ISBN 978-83-7657-529-2.

### Poezja
- Ostatni lot Filomeli, Kraków 2022, ISBN 978-83-61005-77-3.